# Spring Fever (Beverly Hills, 90210)
Spring Fever is de eenentwintigste aflevering van het tiende seizoen van het tienerdrama Beverly Hills, 90210, die voor het eerst werden uitgezonden op 22 maart 2000.

## Plot
Donna wordt er gek van dat ze nog steeds vrijgezel is en de rest van de vriendengroep een relatie heeft. Overal waar zij komt ziet zij gelukkige stelletjes. Ze wentelt zichzelf in zelfmedelijden. Wanneer Donna op een ochtend in haar winkel komt, betrapt zij David en Camille terwijl zij seks hebben achter de toonbank en kan dit niet aan. Donna zegt dat er niets aan de hand is, maar David en Camille denken hier anders over en vooral Camille heeft er moeite mee dat de relatie tussen haar en Donna nu erg krampachtig verloopt.
Kelly wil dat Madeline model wordt voor een reclamecampagne van worstenkoning Borst. Janet en Steve gaan overstag voor het geld. Wanneer zij bij de fotograaf zijn dan ontmoeten zij ook de heer Borst. De heer Borst blijkt een zeer excentrieke man met wisselende ideeën. De heer Borst heeft ineens een ander idee voor zijn campagne en stuurt de baby weg. Hij wil dat Steve model gaat staan voor zijn campagne in Vikingkleding. Steve gaat hierin mee en wordt meegesleurd in het enthousiasme. Janet ziet dit met lede ogen aan.
Dylan en Matt gaan een weekend op een motor de wildernis in. Ze rijden over het platteland en zien dan ineens een groep jonge mensen die een kamp opgezet hebben. Zij krijgen contact en hebben het wel gezellig zodat zij daar blijven. Matt krijgt een leuk contact met Amy die bij de groep hoort en geeft Matt een drankje, Matt weet niet dat er lsd in zit en neemt het aan. Hij raakt steeds meer onder de invloed van de drug en gaat helemaal los. Dylan maakt hem de volgende dag wakker en als Matt wakker wordt dan krijgt hij de schrik van zijn leven omdat er iemand langs hem ligt, het is Amy en zij zijn allebei naakt. Matt kan zich niet herinneren wat er gebeurd is maar het spreekt voor zich en weet niet wat hij met deze situatie aan moet. Op de terugreis adviseert Dylan hem om niets tegen Kelly te zeggen en dat hij dit ook niet zal doen.
Noah krijgt een vrouwelijke klant in de zaak die een drankje besteld, Noah kent haar van de AA-bijeenkomsten en komt erachter dat zij Ellen heet. Noah wil haar helpen door haar geen alcohol te geven maar een luisterend oor. Zij brengen samen wat tijd door en Noah valt voor haar en kust haar. Het blijkt dat Ellen zeer onzeker is en dat zij niet met druk om kan gaan.

## Rolverdeling
- Jennie Garth - Kelly Taylor
- Ian Ziering - Steve Sanders
- Brian Austin Green - David Silver
- Tori Spelling - Donna Martin
- Luke Perry - Dylan McKay
- Joe E. Tata - Nat Bussichio
- Lindsay Price - Janet Sosna
- Daniel Cosgrove - Matt Durning
- Vincent Young - Noah Hunter
- Josie Davis - Camille Desmond
- Heidi Lenhart - Ellen
- Katherine Cannon - Felice Martin
- Gary Grubbs - Borst
- Heidi Mark - Amy
- Idalis DeLeon - Julie